# Rugby sevens nos Jogos Pan-Americanos de 2019
Os torneios de Rugby sevens nos Jogos Pan-Americanos de 2019 em Lima, Peru, foram serem realizados entre os dias 26 e 28 de julho. A sede para a competição foi o estádio de rugby sevens localizado no cluster de Villa María del Triunfo. Um total de oito equipes masculinas e oito equipes femininas (cada uma com até 12 atletas) competiram em cada torneio. Isto representa um total de 192 atletas programados para competir.  Após a estreia na edição de 2015, o torneio feminino teve uma expansão de seis para oito equipes.

## Calendário
| Julho / Agosto | 24 | 25 | 26 | 27 | 28 | 29 | 30 | 31 | 1 | 2 | 3 | 4 | 5 | 6 | 7 | 8 | 9 | 10 | 11 |
| -------------- | -- | -- | -- | -- | -- | -- | -- | -- | - | - | - | - | - | - | - | - | - | -- | -- |
| Rugby sevens   |    |    |    |    | 2  |    |    |    |   |   |   |   |   |   |   |   |   |    |    |

|  | Dia de competição |  | Dia de final |

## Medalhistas
| Evento             | Ouro | Prata | Bronze |
| ------------------ | --- | --- | --- |
| Masculino detalhes | Fernando Luna Felipe Del Mestre Germán Schulz Francisco Ulloa Tomás Vanni Santiago Álvarez Lautaro Bázan Gastón Revol Matías Osadczuk Santiago Mare Luciano González Franco Sábato ARG Argentina    | Sean Duke Admir Cejvanovic Brennig Prevost Phil Berna Luke McCloskey Cooper Coats Josiah Morra Josh Thiel Nathan Hirayama Pat Kay Harry Jones Adam Zaruba CAN Canadá                  | Ben Broselle Harley Wheeler Joe Schroeder Jake Lachina Marcus Tupuola Travion Clark Cody Melphy Maceo Brown Naima Fuala'au Anthony Welmers Lorenzo Thomas D'Montae Noble USA Estados Unidos |
| Feminino detalhes  | Delaney Aikens Kayla Moleschi Caroline Crossley Breanne Nicholas Tausani Levale Olivia De Couvreur Sara Kaljuvee Pam Buisa Asia Hogan-Rochester Kaili Lukan Emma Chown Temitope Ogunjimi CAN Canadá | Cheta Emba Ilona Maher Abby Gustaitis Alena Olsen Stephanie Rovetti Lauren Thunen Naya Tapper Jordan Matyas Emily Henrich Kayla Canett Ariana Ramsey Kristi Kirshe USA Estados Unidos | Nicole Acevedo Isabel Romero Carmen Ibarra Daniela Alzate Lina Pedroza Catalina Arango María Arzuaga Leidy Soto Camila Lopera Laura Mejía Sharon Acevado Valentina Tapias COL Colômbia      |

## Países participantes
Um total de doze delegações classificaram equipes para as competições de rugby. Argentina, Brasil, Canadá e Estados Unidos classificaram equipes tanto para o torneio masculino quanto para o feminino.
- ARG Argentina (24)
- BRA Brasil (24)
- CAN Canadá (24)
- CHI Chile (12)
- COL Colômbia (12)
- USA Estados Unidos (24)
- GUY Guiana (12)
- JAM Jamaica (12)
- MEX México (12)
- PER Peru (12)
- TTO Trinidad e Tobago (12)
- URU Uruguai (12)

## Classificação
Um total de oito equipes masculinas e oito equipes femininas se classificaram para competir nos jogos em cada torneio. O país-sede (Peru) recebeu classificação automática apenas para o torneio feminino, junto com outras sete equipes. As oito equipes masculinas se classificaram através de vários torneios classificatórios. 
Masculino
| Evento                       | Datas             | Local       | Vagas | Classificados                               |
| ---------------------------- | ----------------- | ----------- | ----- | ------------------------------------------- |
| Classificação automática     | —                 | —           | 3     | ARG Argentina CAN Canadá USA Estados Unidos |
| Jogos Sul-Americanos de 2018 | 27–29 de maio     | Colcapirhua | 2     | CHI Chile URU Uruguai                       |
| RAN Sevens 2018              | 22–23 de setembro | Saint James | 2     | GUY Guiana JAM Jamaica                      |
| 2019 CONSUR Sevens           | 29 – 30 de junho  | Santiago    | 1     | BRA Brasil                                  |
| Total                        |                   |             | 8     |                                             |

Feminino
| Evento                       | Datas             | Local       | Vagas | Classificados                    |
| ---------------------------- | ----------------- | ----------- | ----- | -------------------------------- |
| País-sede                    | —                 | —           | 1     | PER Peru                         |
| Classificação automática     | —                 | —           | 2     | CAN Canadá USA Estados Unidos    |
| Jogos Sul-Americanos de 2018 | 27–29 de maio     | Colcapirhua | 1     | BRA Brasil                       |
| RAN Sevens Feminino de 2018  | 22–23 de setembro | Saint James | 2     | MEX México TTO Trinidad e Tobago |
| 2018 CONSUR Sevens           | 9-10 de novembro  | Montevideu  | 1     | ARG Argentina                    |
| 2019 CONSUR Sevens           | 1-2 de junho      | Lima        | 1     | COL Colômbia                     |
| Total                        |                   |             | 8     |                                  |

## Quadro de medalhas
| Ordem | País               | Medalha de ouro | Medalha de prata | Medalha de bronze |   |
| ----- | ------------------ | --------------- | ---------------- | ----------------- | - |
| 1     | CAN Canadá         | 1               | 1                |                   | 2 |
| 2     | ARG Argentina      | 1               |                  |                   | 1 |
| 3     | USA Estados Unidos |                 | 1                | 1                 | 2 |
| 4     | COL Colômbia       |                 |                  | 1                 | 1 |
| TOTAL | TOTAL              | 2               | 2                | 2                 | 6 |